# رود سيلفا (لاعب دوري الرغبي)
رود سيلفا (بالإنجليزية: Rod Silva)‏ هو لاعب دوري الرغبي أسترالي، ولد في 10 ديسمبر 1967.